# Romancero (serie de televisión)
Romancero es una serie de televisión por internet española de terror y thriller creada por Fernando Navarro y Tomás Peña (alias Manson), escrita por Navarro y dirigida por Peña para Prime Video. Está producida por 100 Balas y protagonizada por Sasha Cócola, Elena Matic, Ricardo Gómez, Willy Toledo, Belén Cuesta, Julieta Cardinali y Alba Flores. Tiene previsto su estreno en Prime Video para el 3 de noviembre de 2023.

## Trama
Cornelia (Elena Matic) es una niña a la que han robado la infancia. Jordán (Sasha Cócola) no es un niño, ni tampoco un hombre. Son dos jóvenes desamparados que escapan de las fuerzas de la ley, de poderosas criaturas sobrenaturales y de sí mismos. Romancero es la historia de esta huida, de los perseguidos y los perseguidores, enmarcada en una Andalucía desértica y cruel, tan real como mítica, durante una noche de pesadilla plagada de demonios, brujas y bebedores de sangre.

## Reparto

### Principal
- Sasha Cócola como Jordán † (Episodio 1 - Episodio 4; Episodio 6)
- Elena Matic como Cornelia †
- Ricardo Gómez como Diego Sorroche † (Episodio 1 - Episodio 2; Episodio 4 - Episodio 6)
- Guillermo Toledo como Teodore "Teo" † (Episodio 1 - Episodio 2; Episodio 4 - Episodio 6)
- Belén Cuesta como Carmen (Episodio 2 - Episodio 3; Episodio 5 - Episodio 6)

con la colaboración especial de
- Julieta Cardinali como Caterina Iraza † (Episodio 2 - Episodio 6)
- Alba Flores como Tábata † (Episodio 3 - Episodio 5)
- María Córdoba como chica secuaz de Caterina.

## Episodios
| N.º | Título   | Dirigido por | Escrito por      | Fecha de emisión original |
| --- | -------- | ------------ | ---------------- | ------------------------- |
| 1   | «Uno»    | Manson       | Fernando Navarro | 3 de noviembre de 2023    |
| 2   | «Dos»    | Manson       | Fernando Navarro | 3 de noviembre de 2023    |
| 3   | «Tres»   | Manson       | Fernando Navarro | 3 de noviembre de 2023    |
| 4   | «Cuatro» | Manson       | Fernando Navarro | 3 de noviembre de 2023    |
| 5   | «Cinco»  | Manson       | Fernando Navarro | 3 de noviembre de 2023    |
| 6   | «Seis»   | Manson       | Fernando Navarro | 3 de noviembre de 2023    |

## Producción
En noviembre de 2022, Prime Video anunció el principio del rodaje de una serie de terror adolescente, titulada Romancero, con los actores jóvenes Sasha Cócola y Elena Matic como protagonistas. Más adelante, Ricardo Gómez, Willy Toledo y Belén Cuesta fueron confirmados como parte del reparto. El rodaje comenzó a finales de noviembre de 2022 en Almería, teniendo lugar hasta febrero de 2022.

## Lanzamiento y marketing
En septiembre de 2023, Prime Video sacó el tráiler de la serie y programó su estreno para el 3 de noviembre de 2023.